# Gewog di Tsenkhar
Il gewog di Tsenkhar è uno degli otto raggruppamenti di villaggi del distretto di Lhuntse, nella regione Orientale, in Bhutan.